# ガフールの勇者たち
『ガフールの勇者たち』（ガフールのゆうしゃたち、Guardians of Ga'Hoole）は、アメリカ合衆国の作家キャスリン・ラスキーによる、フクロウ世界の冒険と戦いを描いたファンタジー小説。全15巻、外伝3冊。

## 概要
2003年～2008年、Scholastic Press社より発行。表紙イラストは Richard Cowdrey。アメリカ国内では500万部を突破している。
日本語訳はメディアファクトリーから発行されている。訳者は食野雅子（めしの まさこ、本編）、中村佐千江（エピソード0、特別編）。挿絵は有田満弘。
2005年にワーナー・ブラザースが映画化権を取得、第3巻までの物語を基にしたフルCGアニメ映画が制作された。VFX制作は『ハッピー フィート』を手がけたアニマル・ロジックが担当。『300 〈スリーハンドレッド〉』のザック・スナイダーが監督として起用され、2010年9月24日に劇場公開された（日本公開は同年10月1日）。邦題は小説と異なり『ガフールの伝説』になっている。

## シリーズ一覧

### 本編
- 第1巻 悪の要塞からの脱出　ISBN 978-4840115803

1: The Capture　ISBN 978-0439405577
- 第2巻 真の勇気の目覚め　ISBN 978-4840117517

2: The Journey　ISBN 978-0439405584
- 第3巻 恐怖の仮面フクロウ　ISBN 978-4840118149

3: The Rescue　ISBN 978-0439405591
- 第4巻 フール島 絶体絶命　ISBN 978-4840118859

4: The Siege　ISBN 978-0439405607
- 第5巻 決死の逃避行　ISBN 978-4840120951

5: The Shattering　ISBN 978-0439405614
- 第6巻 聖エゴリウス 運命の戦い　ISBN 978-4840121996

6: The Burning　ISBN 978-0439405621
- 第7巻 宿命の子 ナイロック　ISBN 978-4840123631

7: The Hatchling　ISBN 978-0439739504
- 第8巻 〈新しい王〉の誕生　ISBN 978-4840126106

8: The Outcast　ISBN 978-0439739511
- 第9巻 「ガフール伝説」の誕生　ISBN 978-4840134637

9: The First Collier　ISBN 978-0439795685
- 第10巻 「ガフール伝説」と炎の王子　ISBN 978-4840135221

10: The Coming of Hoole　ISBN 978-0439795692
- 第11巻 「ガフール伝説」と真実の王　ISBN 978-4840136549

11: To Be a King　ISBN 978-0439795708
- 第12巻 コーリン王 対決の旅　ISBN 978-4840138468

12: The Golden Tree　ISBN 978-0439888066
- 第13巻 風の谷の向こうの王国　ISBN 978-4840139663

13: The River of Wind　ISBN 978-0439888073
- 第14巻 神木に迫る悪の炎　ISBN 978-4840143158

14: Exile　ISBN 978-0439888080
- 最終巻 〈炎の石〉を賭けた大戦　ISBN 978-4840145138

15: The War of the Ember　ISBN 978-0439888097

### 外伝
2015年3月現在、3冊発行されている。2015年4月にオツリッサを語り手にした短編集「失われた6つの物語」が日本語訳で発行された。
- A Guide Book to the Great Tree　ISBN 978-0439931885
- 特別編 失われた6つの物語　ISBN 978-4040676036

Lost Tales Of Ga'Hoole　ISBN 978-0545102445
- エピソード0 はじまりの物語　ISBN 978-4040667232

The Rise of a Legend　ISBN 978-0545509787

## あらすじ
とある時代、とある場所。はるか昔に地球上を支配していた異生物たちは既に滅び去り、フクロウたちが高度な文化を育む世界の物語。
メンフクロウのソーレンは、ティト森林王国で家族と暮らしていたが、ある日、何者かによって巣から蹴り落とされ、聖エゴリウス孤児院に連れ去られてしまう。そこでは、さらわれてきた数百羽もの子フクロウが「月光麻痺」と呼ばれる催眠術にかけられ、奴隷のように働かされていた。ソーレンは、小さなサボテンフクロウのジルフィーと共に、月光麻痺から逃れ、命がけの脱出を図る。
自由を取り戻したソーレンとジルフィーは、故郷に戻って家族を探すが、巣は既にもぬけの殻だった。しかも、偶然再会したメクラヘビの家政婦ミセス・プリサイバーから、ソーレンは自分を蹴り落とした者の正体と、妹のエグランタインが拉致されたことを知らされ、大きな衝撃を受ける。帰る場所を失ってしまった2羽と1匹は、同じように孤児となったカラフトフクロウのトワイライト、アナホリフクロウのディガーと共に、伝説の地・フール島を目指す。その島にある「ガフールの神木」では、「ガフール伝説」に語られる伝説の王・フールの志を受け継ぎ、世の中の悪を正し、弱きを助け正義を守る「ガフールの勇者たち」が住むと言い伝えられていた。
苦難の末にフール島にたどり着き、ガフールの神木に温かく迎えられたソーレンたちは、さまざまな知識や技術を学び、ガフールの勇者になるための訓練を重ねていく。

## 登場キャラクター

### 主要キャラクター
ソーレン（Soren）
主人公。ティト森林王国出身のメンフクロウ。雛の頃に何者かに巣から蹴り落とされ、聖エゴリウス孤児院に連れ去られてしまう。
メンフクロウ特有の鋭い聴覚と視力を持つ。また、夢を通して未来を予見し、見ていないものを知る能力（夢視力）を持っている。
聖エゴリウス孤児院脱出後はガフールの神木へと行き着き、気象班とファイアキャッチ班の二重任務になる。
後にペリモアとつがい（夫婦）になり、3羽のメスの子フクロウ（ブライズ・バーシャ・ベル）の父親になる。
ガフールの勇者として数多くの戦いに参加し、「炎の石を賭けた大戦」の後に、コーリンの跡を継いで、世界の平和を守ってゆくために神木の王となった。
聖エゴリウス孤児院内では十二ノ一号という番号名をもらい、ペリットリウム、孵化室、エッグリウムに配属された。月光麻痺の回避方法や睡眠行進のカラクリを見破るなど頭の良い一面もある。
ジルフィー（Gylfie）
クニア砂漠王国出身のメスのサボテンフクロウ。ソーレンの一番の親友。聖エゴリウス孤児院に連れ去られる途中で出会って以来、彼と行動を共にする。頭脳明晰でおしゃべり。過酷な運命に苦悩するソーレン達を叱咤激励する。小柄で非力なため戦闘には向いていないが、星座の位置から方角を読みとることに長けている。飛行術班所属。
トワイライト（Twilight）
大きなカラフトフクロウ。生まれてすぐに聖エゴリウス孤児院のパトロールに連れ去られるが、自力で脱出して生き延びていた。
そのため、両親に育てられた記憶が一切なく、自分の故郷や本名も知らない。自慢屋で少々けんかっ早いが、情に厚く心優しい。
あらゆる武器を使いこなす勇猛な戦士だが、詩作の才もあり、戦闘の際に敵を嘲る歌を歌って相手をひるませることも。レスキュー班に所属して間もなく、子フクロウの大量落下事件が発生。王妃バーラン率いる捜索隊に参加した際に地面に倒れていたエグランタインを救助する。
ディガー（Digger）
クニア砂漠王国出身のアナホリフクロウ。温厚で心優しく、洞察力に優れる。長く強靭な足で地面を走ったり、穴を掘るのが得意。ソーレンたちと出会った際も、動物が地面に掘った巣穴を住処にしていた。幼鳥の頃に聖エゴリウス孤児院のパトロールに巣を襲われ、両親と弟を食い殺されている。追跡班に所属して間もなく、子フクロウの大量落下事件が発生。トワイライト、プリムローズと共に捜索隊に参加した際に地面に倒れていたエグランタインを発見する。

### ソーレンの家族
ノクタスとマレラ（Noctus & Marella）
ティト森林王国で暮らしていたメンフクロウのつがい。ソーレンたち三兄妹の両親。
クラッド（Kludd）
ソーレンとエグランタインの兄。好戦的で自分本位な性格のせいか、家族とはそりが合わなかった。幼鳥の頃に生き別れていたが、意外な場所で弟妹たちと再会することになる。
エグランタイン（Eglantine）
クラッドとソーレンの妹。幼い頃に純血団に捕らえられていたが、聖エゴリウス孤児院との抗争に巻きこまれ、一緒に捕らえられていた大勢の子フクロウたち（全てメンフクロウ属）もろとも地面に落とされ瀕死の重傷を負う。バーラン率いる捜索隊に救出された後に次兄のソーレンと再会し、大勢の仲間たちと共にガフールに身を寄せることになる。レスキュー班所属。
ペリモア（Pellimore）
アンバラ王国の森林火災から救出されたメスのメンフクロウ。通称「ペリ」。聡明で冷静沈着。危機的状況にあってもユーモアを忘れない。後にソーレンとつがいになり、3羽のメスの子フクロウたちの母親になる。
ブライズ、バーシャ、ベル（Blythe, Basha & Bell）
ソーレンとペリモアの間に生まれた三姉妹。
ブライズは歌が上手く、ベルは負けず嫌い。
ミセス・ホレス・プリサイバー（Mrs. Horace Plithiver）
ソーレンの家族の家政婦をしていたメクラヘビ。通称「ミセスP」。現在はソーレンたちと共にガフールで暮らしている。
早くに両親と別れてしまったソーレンとエグランタインにとっては、もうひとりの母親にも等しい存在。

### ガフールの勇者（Guardians of Ga'Hoole）
伝説の王・フールの高潔な精神を受け継ぎ、弱きを助け、世の中の悪を正す正義の代行者たち。フール島にある「ガフールの神木」と呼ばれる大樹で共同生活を営んでいる。厳しい規則や種類による差別が一切なく、さまざまな種類のフクロウたちが自由に知識や技術を学んでいる。また、家政婦やハープ演奏家として大勢のヘビたちも一緒に暮らしている。
ボロン（King Boron）
シロフクロウ。ガフール国王。おおらかな心で勇者たちを見守る。カモメたちと仲がよく、たれ流しジョーク（下ネタ）を言い合いながら飛行することも。神木にたどり着いたソーレン達をつがいの相手のバーランと共に自ら出迎えた。自らを「仮の王」と称し、間もなく「真の王」が現れることを予見している。コーリンが「フールの燃える石」を手にしたことで役目を終え、妻のバーランとともに静かに息を引き取った。
バーラン（Queen Barran）
シロフクロウ。ガフール王妃にして、レスキュー班教授。連れ合いの下品なたれ流しジョークには呆れぎみ。子フクロウの大量落下事件が発生した際には、自ら捜索隊を率いている。コーリンが「フールの燃える石」を手にしたことで役目を終え、夫のボロンとともに静かに息を引き取った。
エジルリブ（Ezylryb）
北の王国出身の老齢のヒゲコノハズク。気象班教授にしてガフールの参謀と言うべき存在。若い頃は「キールのライズ（Lyze of Kiel）」と呼ばれた勇猛な戦士だったが、北の王国を二分した「氷の海の大戦」でつがいの相手リルを失ったため、戦いから身を引いた。国王ボロンと同じく、カモメたちとのたれ流しジョークを楽しんでいる。過去から学んで次なる脅威に備えるよう言い残し、世を去った。
彼が戦士となった理由、戦いから身を引いたいきさつについては「エピソード0」で詳しく語られている。
プート（Poot）
キンメフクロウ。エジルリブの助手で気象班の最古参メンバー。エジルリブが不在の際には代わりにリーダーを務めていた。
ストリクス・ストルーマ（Strix Struma）
老齢のメスのニシアメリカフクロウ。飛行術班教授。現在は後進の指導にあたっているが、勇敢な戦士としての前歴も持っている。北の王国の中で最も由緒ある王族・クラーカー一族の出。
純血団との最初の戦いにおいて、ナイラと戦って戦死。死後、フクロウ世界の王となるべく生まれたコーリンを手助けするため、幽霊となってコーリンとオツリッサの前に姿を現す。
「エピソード0」にも登場。
エルバン（Elvan）
カラフトフクロウ。ファイアキャッチ班教授。この班に所属するフクロウは気象班との二重任務になる。
デューラップ（Dewlap）
老齢のメスのアナホリフクロウ。とても意地悪。ガフール学教授。神木の維持に心血を注いでおり、高等磁気学の書籍の扱いをめぐって、オツリッサと激しく対立する。純血団との最初の戦いにおいては、純血団の手引きをし、結果心が壊れ、神木を去る。
シルバーナ（Sylvana）
若く美しいメスのアナホリフクロウ。追跡班教授。飛ぶのが苦手なアナホリフクロウにしては珍しく、飛行術にも長けている。
ブボ（Bubo）
アメリカワシミミズク。さまざまな武器や防具を作るガフールの鍛冶。エルバンの助手も兼ねている。粗野で育ちも言葉遣いも良くないが、鍛冶として優れた腕を持つことから、神木で一目置かれ、代議員に選ばれている。体が、赤みがかっている。殻竿と呼ばれる武器の名手。
マダム・プロンク（Madame Plonk）
北の王国出身の美しいシロフクロウ。名前はブルンウエラ（Brunwella）。ガフールの歌姫で、ブボとは気の置けない友達。
多くの名歌手や戦士を輩出したシロフクロウの一族・プロンク家の出であり、シルバーベールの女鍛冶の妹。「特別編」第1話の主人公のひとり。
マトロン（Matron）
太ったメスのコミミズク。ガフールの看護婦長で、神木に保護された子フクロウや新入りのフクロウたちを世話する役目を負っている。
オツリッサ（Otulissa）
アンバラ王国出身のメスのニシアメリカフクロウ。幼鳥の頃に両親が失踪したため、ガフールに引き取られた。理知的で気位が高くおしゃべり。真面目一本槍なところがあり、下品なたれ流しジョークを激しく嫌っている。努力を惜しまない勉強家であるが、得た知識をひけらかすのが玉に瑕。高名な気象学者、ストリクス・エメリラの著書を愛読している。ファイアキャッチ班所属（気象班との二重任務）。ストリーガ率いる青い旅団との戦いで片目を失ったため、戦闘には参加できなくなったが、学問への情熱は健在。「特別編」では物語の語り手として登場。
マーティン（Martin）
シルバーベール出身のアメリカキンメフクロウ。ファイアキャッチャーとして、ソーレンやオツリッサたちと共に技術を磨く。ハリケーンに巻き込まれて海に落ちたところをカモメに助けられたことがある。ファイアキャッチ班所属（気象班との二重任務）。
ルビー（Ruby）
真っ赤なメスのコミミズク。幼鳥の頃に親とはぐれて迷子になっていたところを救出される。ガフール随一の飛行家であり、ファイアキャッチャー。ファイアキャッチ班所属（気象班との二重任務）。
プリムローズ（Primrose）
シルバーベールの森林火災から救出されたメスのスズメフクロウ。火災で巣と家族を失い落胆していたが、ソーレンの妹エグランタインと出会い、生きる気力を取り戻していく。メスのフクロウにしては珍しく、下品なたれ流しジョークを好んでいる。レスキュー班所属。
フリーサ（Fritha）
北の王国出身のメスのスズメフクロウ。オツリッサとジルフィーの教え子であり、神木で発行される新聞「イブニング・フート」の副編集長。ファイアキャッチ班所属（気象班との二重任務）。
「特別編」第2話の主人公。クラール（海賊）の娘として生まれ育ったが、彼女の将来を案じた父親に故郷を追われ神木に行くよう命じられる。
オクタビア（Octavia）
北の王国出身の盲目のキールヘビ。エジルリブとマダム・プロンクの家政婦。若い頃は兵士としてエジルリブと共に戦っていたが、両目を負傷して戦いから身を引いた。「エピソード0」にも登場。

### 聖エゴリウス孤児院（St. Aegolius Academy for Orphaned Owls）
聖エゴリウス峡谷を本拠地とする孤児院。大勢の子フクロウや卵を誘拐し、奴隷のように働かせている。不思議な力を持ったかけらを大量に収集している。
スケンチ（Skench）
アメリカワシミミズク。孤児院の女院長。左肩にハクトウワシにつけられた大きな傷跡がある。純血団に聖エゴリウス峡谷を乗っ取られてからは、内部構造を知るため神木に招かれ、利害の一致から協力する。役目を終えたとたんに裏切るも、ソーレンによって引導を渡された。
スポーン（Spoorn）
ニシアメリカオオコノハズク。スケンチの副官。
グリンブル（Grimble）
キンメフクロウ。孤児院幹部でジルフィーをさらったフクロウ。家族の安全を保障してもらう代わりに、やむなくスケンチたちに従っていた。幹部になった後も密かに正常な精神を持ち続け、身を挺してソーレンとジルフィーの脱出を助ける。
フィニー（Aunt Finny）
メスのシロフクロウ。ソーレンのピットマザー（寮母）。表向きは優しい母親代わりを演じているが、本性は極めて残忍。本編第4巻では、奪ってきたフクロウの卵を食べるという恐ろしい嗜好が明かされた。
ホーテンス（Hortense）
アンバラ王国出身のメスのニシアメリカフクロウ。生まれつき体が小さく、翼の骨が曲がっているため長距離を飛ぶことが出来ない。
既に成鳥になっていたが、翼の羽を抜いて幼鳥になりすまし、聖エゴリウス孤児院が盗み出してきた卵を救出していたが、スケンチたちに見つかり、フィニーに岩だなから突き落とされてしまった。
ジェットとジャット（Jutt & Jatt）
トラフズクの兄弟。聖エゴリウスのパトロール。ディガーにとっては両親と弟を食い殺した仇でもある。
孤児院を脱走したソーレンたちを追って、クニア砂漠王国までやってくる。

### 純血団（The Pure Ones）
メンフクロウ属（ティト）による世界征服をもくろむ選民主義的な武装集団。「ティト・アルバ」と呼ばれるメンフクロウを筆頭に、純血度に基づき、種類によって位階が厳しく定められている。世界征服の最大の障害であるガフールの勇者たちや、聖エゴリウス孤児院と何度も激しい抗争を繰り広げている。
メタルビーク（Metal Beak）
冷酷非道な純血団頭領。金属製の仮面で素顔を隠したメンフクロウ。先代頭領との抗争で顔面に深い傷を負い、それ以来仮面を着けるようになった。正体はソーレンとエグランタインの兄クラッドで、何度も戦うことになるが、聖エゴリウス峡谷の戦いで戦死した。その後、純血団を飛び出したナイロックのもとに幽霊として姿を現して彼を苦しめるも、自由意志を手に入れたナイロックによって克服され、姿を消す。
ナイラ（Nyra）
満月のように白く丸い顔盤を持つ、残忍で美しいメスのメンフクロウ。メタルビークのつがいの相手にして、彼を純血団に勧誘した張本人。
フクロウ世界を支配する王とするべく、息子のナイロックを厳しく育てるが、その願いは最も皮肉な形で叶えられることとなる。
クラッドの戦死後、黒魔術の情報を集めだし、最後の戦いで古の怪物・黒フクロウに変身する。
ナイロック（Nyroc）/コーリン（Coryn）
メタルビークとナイラのひとり息子。母と同じく月食の夜に孵化し、炎を通して真実を看破する能力（炎視力）を持つ。
母ナイラと瓜二つの姿をしているが、性格や価値観はまるで正反対。
次期純血団頭領として育てられるが、炎を通して両親が悪のフクロウであることを知り、純血団を脱出し、名前を捨て、「Nyroc（ナイロック）」の綴りを逆にした「Coryn（コーリン）」と名乗る。その後最果ての地にて「フールの燃える石」を拾い、ガフールの王となる。
ストライカー（Stryker）
メンフクロウ。純血団大佐でアグラモアの上官。部下には高圧的。中の国での戦いで、テンシューに倒される。「特別編」第3話にも登場。
アグラモア（Uglamore）
メンフクロウ。純血団将校でナイラの副官。幼い頃に母親に連れられて純血団に入団した。
ガフールとの戦闘や幼いナイロックの世話を通して、純血団やナイラのやり方に疑問を抱くようになっていく。「特別編」第3話の主人公。
フィリップ（Phillip）
シルバーベール出身のススイロメンフクロウ。通称「ダスティタフト（Dustytuft）」。父親に連れられて純血団に入団した。
最下級の位階にありながら、ナイロックの守り役として抜擢され、無二の親友となるが、ナイロックの黄金の儀式のいけにえにされ、ナイラに殺される。

### その他キャラクター
ストリークとザン（Streak & Zan）
アンバラ王国で最も高い山に住むハクトウワシのつがい。友達のホーテンスと共に、聖エゴリウス孤児院が盗み出してきた卵を救出していた。メスのザンは聖エゴリウスの一味との戦闘で舌を裂かれて口が利けなくなってしまっているが、互いに意思の疎通は可能。
ミスト（Mist）
メスのニシアメリカフクロウで、その正体は聖エゴリウス孤児院に潜入していたホーテンス。ハクトウワシのつがいと共に暮らしている。とある事故が原因で羽の色が全て抜け落ち、幽霊のように透明に近い身体になってしまっている。姿が見えにくい特性を利用し、スリップギズルとしてガフールにさまざまな情報を送っている。
シルバーベールの女鍛冶（The Rogue Smith of Silverveil）
北の王国出身のススで真っ黒なシロフクロウ。名前はソーラ（Thora）。シルバーベールにある古城に居を構えるはぐれ鍛冶。ブルンウエラ（当代のマダム・プロンク）の姉でエジルリブとオクタビアの知己。「エピソード0」ではライズ（後のエジルリブ）の同輩として、「特別編」第1話では主人公のひとりとして登場。
クリーブ・ド・ファースモア（Cleve of Firthmore）
北の王国出身のハンサムなニシアメリカフクロウ。北の王国の中で最も由緒ある王族・クラーカー一族の出であるが、戦争と暴力を嫌い、グロー男子修道会で医学を学んでいる。「特別編」第6話の語り手。オツリッサのつがいの相手。
グインダー（Gwyndor）
オオメンフクロウ。アンバラ王国を拠点にしているはぐれ鍛冶。純血団の儀式の最中にナイロックと出会い、彼が炎視力の持ち主であることを見抜く。ナイロックにとっては数少ない友達のひとり。
ドク・ファインビーク（Doc Finebeak）
シロフクロウ。追跡に長ける傭兵で、過去に純血団に雇われていたこともあった。フクロウでありながらカラスの人気者で、彼らからもらった羽を身につけている。最果ての地を拠点にしていたが、ガフールの歌姫マダム・プロンクに一目惚れして、現在は彼女の洞で一緒に暮らしている。
カロ（Kalo）
不毛の地に暮らすメスのアナホリフクロウ。孵化する直前の弟妹の卵を純血団にさらわれてしまうが、コーリンの機転によって救出される。両親やコーリンと共に卵の孵化を見届け、生まれてきた弟に「リトル・コーリン（Little Coryn）」と名付けた。
ハミッシュ（Hamish）
最果ての地で暮らす若いダイアウルフ（オオカミ）。生まれつき足が不自由なため、オオカミの掟によって両親に捨てられた。「聖ウルフ」の候補として、群れの仲間と共に「フールの燃える石」が封印されている火山に向かう途中でコーリンと出会う。
ベス（Bess）
影の森に暮らすメスのキンメフクロウ。グリンブルの娘で、「霧の谷の賢者」と呼ばれる知恵者。古代の言語はおろか、暗号にまで通じており、その頭脳は作中でも最高峰。自分が住処にしている異生物の遺構の隠し部屋から発見された書物を読み、中の国の存在を知る。
テンシュー（Tengshu）
中の国に住む青いフクロウ（トラフズク）。「キ」と呼ばれる凧のような道具を操る賢者（キドン）で、中の国の武術「ダンヤー」や絵画にも通じている。世界初の鍛冶セオが書き残した「セオ文書」（Theo Papers）から、北の王国やガフールの神木について学んでいた。
ストリーガ（Striga）
中の国の宮殿から逃げ出してきたドラゴンフクロウ（外見はシロフクロウ）。嵐に巻き込まれて負傷したソーレンの末娘ベルを救う。
本や宝石などの飾り物を「よけいなもの」として忌み嫌っている。
中の国での戦いでコーリンたちの命を救ったことで神木に招かれ、一緒に暮らし始めるが、途中から神木を乗っ取るために自身の信奉者を集めて、「青い旅団」なる組織を結成。巧みな言葉でコーリンを自分の言いなりにし、乗っ取り計画を成功させかけるも、神木の勇者たちによって阻まれる。その後は純血団と手を組み、フクロウ世界の支配をもくろむ。
ガップ・セオサン（H'ryth Gup Theosang）
青いフクロウ（外見はアナホリフクロウ）。求道院の第七代大師。
ブライト（Braithe）
アンバラ王国に暮らす若いヒゲコノハズク。本をこよなく愛し、異生物たちが著したさまざまな書物やフクロウ世界の伝説を暗唱によって後世に伝えようと尽力している。「特別編」第5話の主人公。
テイビスとクレタス（Tavis & Cletus）
ふたごのカラフトフクロウ。アンバラ王国で暮らしていたが、両親が純血団に殺されたためクニア砂漠に逃れ、地下の巣穴を住処にしていた。
生き別れになっていたトワイライトの兄たち。高名な詩人であった母の血を受け継ぎ、弟と同じく戦闘の際に敵を嘲る歌を歌って相手をひるませる特技を持つ。
兄のテイビスは頭に血が上りやすく、弟のクレタスは冷静に物事を考える性格。「特別編」第4話の主人公。

## ガフール伝説（Legend of Ga'Hoole）
フクロウ世界に遍く伝わっている伝承の一つ。はるか昔、フクロウたちに火を使うこと、正義を守ることを教えた伝説の王・フールの物語。黄金の王冠こそかぶっていなかったものの、フクロウたちは彼を王とみなし、敬ったという。彼が世を去った後も、その高潔な精神と志は「ガフールの勇者」たちによって現在も受け継がれている。なお、「ガフール伝説」とフールの生涯を記した「いにしえの書」については、シリーズ本編9巻～11巻で詳しく描かれている。

### 登場キャラクター
フール（King Hoole）
厳冬湖の島で生まれたニシアメリカフクロウ。北の王国の国王ラースのひとり息子で「ガフール伝説」に語られる伝説の王。
炎視力の持ち主でガフールの神木の創始者でもある。少々頑固だが、両親に似て前向きで好奇心旺盛な性格。
月食の夜、古い年が新しい年に変わる瞬間に特別な力を持って生まれ、最果ての地で燃える石を拾い上げてフクロウたちの王となる。
燃える石の所有者となったが、石の力に依存することはなく、あくまでも自らの理性と行動をもって国を治めた。
グランク（Grank）
北の王国出身のニシアメリカフクロウ。フールの養父にして師であり、史上初のファイアキャッチャー（The First Collier）。
炎視力の持ち主で戦闘は得意ではないが、知識と交渉術によって国王ラースを補佐してきた。密かに王妃シブに思いを寄せており、誰ともつがわず生涯を独り身で通した。初代ファイアキャッチ班リーダーであり、「いにしえの書」第一巻の著者。
ラース（King H'rath）
ニシアメリカフクロウ。北の王国の国王でフールの父。勇猛な戦士で、氷を削って作られた三日月剣を愛用する。つがいの相手のシブ、グランクとは幼なじみ同士。
自らの身に危険が迫っているのを察知し、親友のグランクに卵を託すよう、シブに言い残した。
シブ（Queen Siv）
ニシアメリカフクロウ。北の王国の王妃でフールの母。戦乱に巻き込まれ、侍女であるシロフクロウのミルザ（Myrrthe）と共に身を隠していた。つがいの相手ラースとの間に生まれた卵を親友のグランクに託した。
セオ（Theo）
北の王国出身のアメリカワシミミズク。戦争や暴力を嫌う「砂嚢的抵抗者」（gizzard resister）。頭脳明晰だが、理屈っぽくて頑固な一面がある。
グランクの第一の弟子で、フールにとっては兄弟子にあたる。フクロウ世界初の鍛冶でもあり、戦闘爪を始めとした武具やさまざまな道具を発明した。初代鍛冶班リーダーで、「いにしえの書」第二巻の著者ではないかと推測されている。
後年、中の国に渡り、求道院の初代大師（The First H'ryth）となった。また、「和をもって制す」の精神に基づき、武器を使わない武術「ダンヤー」を考案した。
フィニアス（Phineas）
南の大陸（後の南の王国）出身のスズメフクロウ。フールの一番の親友。嵐に巻き込まれ、厳冬湖の島に流れ着いた。
フェンゴ（Fengo）
最果ての地で暮らすダイアウルフ（オオカミ）のリーダー。炎視力の持ち主でもある。グランクの親友で、立派な王に成長したフールにも助力する。
クニア砂漠の戦いで戦死した。
ナマラ・マクナマラ（Namara MacNamara）
最果ての地を離れ、群れずに生きるメスのダイアウルフ。かつてはホドワード（Hordweard）と呼ばれていた。ほかのダイアウルフたちからは軽蔑されて孤独に過ごしていたが、唯一話しかけようとしてくれたフールの姿勢に感動し、以来彼を守り、力を貸すようになった。
マクナマラ一家の創設者となる。
スベンカ（Svenka）
フラトガー氷河で暮らす心優しいメスのホッキョクグマ。シブと出会い、友達になる。
スノーローズ（The Snow Rose）
メスのシロフクロウ。美しい歌声を持つ放浪フクロウで、成り行きで放浪フクロウに変装したシブに同行することになる。
後にガフールの初代歌姫となり、その役目を代々引き継ぐプロンク家の始祖となった。
ストリクス・ストルマイエン（Strix Strumajen）
メスのニシアメリカフクロウ。さまざまな武器の扱いと気象学の知識に通じており、後に初代気象班リーダーになった。
つがいの相手のストリクス・ハースウェル（Strix Hurthwell）を戦争で亡くしている。
エメリラ（Emerilla）
ストリクス・ストルマイエンとハースウェルの娘。短剣を使った接近戦が得意で、気象学の知識にも通じている。
後にフールとつがいになり、ガフールの初代王妃となった。
アリン（Lord Arrin）
シロフクロウ。爪牙の入り江の東岸を支配する領主で密かに野望を抱いている。多数の黒フクロウを家臣としてそばに置いているが、その影響で自身も黒フクロウのような姿になりかけている。
ペンリック（Penryk）
アリン公の参謀を務める黒フクロウ。長い尾羽と背中に飛び出た羽毛から、「スカイドラゴン」の二つ名で呼ばれる。
プリーク（Pleek）
アメリカワシミミズク。アリン公の部下。黒フクロウのイグリクを心から愛しており、家族の反対を押し切って彼女とつがいになった。
イグリク（Ygryk）
追跡に長けたメスの黒フクロウ。プリークのつがいの相手。普通のフクロウと黒フクロウとの間には子が生せないので、シブが産んだ卵を欲しがっている。
クリース（Kreeth）
年老いたメスの黒フクロウ。黒魔術や妖術に通じており、自身の洞でおぞましい生物実験を繰り返している。ほとんど戦いに関わらず、黒魔術を研究して力を蓄え続けた影響で、ほかの黒フクロウとは桁違いの魔力を持っている。
「燃える石」を欲しており、そのために自ら造り出した変身フクロウのラッタをガフールの神木に送り込んだ。
ツノメフクロウ
　クリースの生物実験によって生み出された、ツノメドリとフクロウのハーフ。
　フクロウの顔にツノメドリのくちばしがついた不気味な外見をしている。海
　に飛び込んで魚を捕まえるなど、ツノメドリの特徴を受け継いでいる。クリー
　スのことを「母ちゃん」と呼ぶなど、純粋な性格が見受けられるが、それ故に
　クリースの残忍な行いや自身の中途半端な外見に嫌気がさしている。
ラッタ（Lutta）
プリークとイグリクの意を受けて、クリースの黒魔術によって造り出されたメスの変身フクロウ。どんなフクロウ・黒フクロウにも変身できるが、それ故どの種類のフクロウにも黒フクロウにもなりきれず、一定の姿を保てないことに苦悩している。
行方不明になったエメリラに変身し、ガフールの神木に忍び込むが、そこで出会ったフールに一目惚れしてしまう。
ストリクス・エメリラ（Strix Emerilla）
メスのニシアメリカフクロウ。フールと同時代に生きた気象学者。多くの気象学や高等磁気学の論文を後世に残している。

## 外伝

### エピソード0 はじまりの物語
ライズ（Lyze）
ヒゲコノハズク。キール同盟軍の最高司令官の子として生まれる。後のエジルリブ。
モス（Moss）
シロフクロウ。ライズの向かいの洞で生まれた幼なじみ。本編第6巻でも歴戦の老戦士として登場している。
ソーラ（Thora）
メスのシロフクロウ。継母とそりが合わず家出していた時にライズたちと出会う。後のシルバーベールの女鍛冶。
リリアム
美しいメスのヒゲコノハズク。愛称はリル（Lil）。ライズやモスたちと共にアカデミー（戦士養成学校）で学ぶ。炎の槍「ミス・ファイア」の使い手。
ビリリック
シロフクロウ。キール同盟軍と敵対する牙岬連盟軍の総司令官。「三日月の殺りく者」と呼ばれている。
イフガー
ヒゲコノハズク。ライズの弟。リリアムと恋仲になった兄に嫉妬し、キール同盟軍を裏切る。
グラッグ
イフガーの相棒のキールヘビ。

### 特別編 失われた6つの物語
フリン（Flinn）
北の王国出身のスズメフクロウでフリーサの父。クラール（海賊）の一員であるが、荒事よりも研究や発明が得意なため変わり者として扱われている。
つがいの相手を亡くし男手一つでひとり娘を育ててきたが、彼女の賢さを悪事に利用されるのを良しとせず、あえて故郷から追い出し神木に行くように命じた。第2話に登場。
ソールとトリクシー（Saul & Trixie）
クニア砂漠で暮らすアナホリフクロウのつがい。純血団から逃れてきたテイビスとクレタス兄弟を快く迎え入れ、砂漠で生きるすべを教えた。第4話に登場。
クレイモア（Claymore）
北の王国出身のニシアメリカフクロウでクリーブの実の兄。通称はクレイ（Clay）。
クラーカー一族の後継者として生まれるが、武術や飛行術に優れる弟とは対照的に学問や芸術に秀でていた。第6話の主人公。

## 関連用語
- 砂嚢（さのう、gizzard）

鳥の胃袋。フクロウたちの間では、様々な感情や直感、強い精神力「ガー」（Ga'）が砂嚢に宿ると信じられている。
- グロー（Glaux）

フクロウ世界において、神のように崇められる存在。全てのフクロウの祖先であるという。
クマやオオカミにも同様の存在があり、それぞれ「大アーサ」（Great Ursa）、「ルーパス」（Lupus）と呼ばれる。
- 月光麻痺（げっこうまひ、moon blinked）

月光を用いた催眠術（マインドコントロール）の一種。これにかかると自我を失い、自分が誰であるのか分からなくなってしまう。
- 異生物

はるか昔、高度な文明を築き、地球を支配していた生物。現存している動物たちと全く違う姿をしており、火を使うこともできたという。
既に地上から滅び去ってしまっているが、彼らが建造した城や教会などの建築物や使っていた品物の一部は現在でも残されている。
- ファイアキャッチャー（collier）

山火事や火山の噴火の中に飛び込み、火種となる燃えさしやボンクと呼ばれる石炭などを採取する技術を持った者。
高度の飛行術と気象学の知識が必要とされるため、誰にでもなれるものではない。ガフールでファイアキャッチ班（気象班との二重任務）に選ばれることは非常に名誉なこととされている。ちなみにソーレンはメンフクロウとして初めて二重任務に選ばれている。
- スリップギズル（slipgizzle）

諜報活動を行う情報屋。仕事柄多くの情報を得やすい、はぐれ鍛冶や一匹狼のファイアキャッチャーなどがこれを兼ねていることが多い。
- 不思議なかけら

聖エゴリウス孤児院や純血団が躍起になって収集している石。フクロウを始めとした生き物の心身に多大な影響を及ぼしており、この石の鉱床がある場所で生まれた者の中には、透視能力などの特殊能力を得る者や、正気を失うなどの障害を持つ者が多数出現している。ミューメタルと呼ばれる特殊な金属で作られた装備を身に着ければある程度影響から逃れることができる。
ホーテンスも鉱床の近くで生まれたため、翼の骨が曲がってしまい、身体の成長も途中で止まってしまった。鍛冶のブボ曰く、磁力を帯びた鉱石のかけらか砂鉄のようなものらしい。炎に弱く、火をつければたちまち効力を失う。
- キールヘビ（Kielian snake）

北の王国に生息するヘビの一種。メクラヘビに似ているが、筋肉質で鋭い牙と青緑色の鱗を持っている。また、寒さや水にも強く、牙で穴を掘って永久凍土の下に潜り込んだり、流氷が浮かぶ海でも自在に泳ぐことが出来る。北の王国を二分した戦争ではフクロウたちの背に乗って共に戦った。
- 月食（lunar eclipse）

月食の夜に孵化したフクロウは、月食の魔力で、飛び抜けて崇高な精神の持ち主に成長するか、徹底的に邪悪に染まる者になるかのいずれかであるという。「ガフール伝説」に語られる伝説の王・フール、ナイラとその息子ナイロックは月食の夜の生まれ。
- スコッグ（skog）

北の王国において、歌によって部族の歴史を伝承する語り部。どの部族にも必ず1羽は語り部がいる。ほとんどがシロフクロウだが、稀にコミミズクのスコッグもいる。
- クラール（Kraal）

北の王国を根城にしている海賊で、全身の羽毛を派手な色に染めている。
略奪や汚れ仕事を請け負う無法者の集団ではあるが、団結心は非常に強く、「炎の石を賭けた大戦」では放浪フクロウたちと共にガフールの勇者たちに加勢した。
- 黄金の儀式

純血団幹部に昇進するための特別な儀式。通称「タプシ」。自分にとって親しいと思う者をいけにえにすることで、幹部の一員として認められる。ナイラはこの儀式のいけにえにするため、フィリップをナイロックの守り役にした。
- 炎視力（ほのおしりょく、firesight）

炎を通して真実を看破する能力。過去や未来、遠い場所で起こった出来事をかいま見ることが出来る。同時期に炎視力の持ち主が複数いた場合、炎の中の情景は炎視力が最も強い者の前に現れ、先に読まれてしまった情景はその時点で消失してしまう。
- フールの燃える石（Ember Of Hoole）

フールが火山の火口から拾い出したとされる不思議な石。フール亡き後は最果ての地にある火山に封印され、聖ウルフによって守られている。後の世にこの石を再び拾い出し、フクロウ世界に平和と繁栄をもたらす「真の王」が現れることが予言されている。その力は、黒フクロウが使う黒魔術とは対をなす力である白魔術に由来しており、底知れない力を秘めている。ただし、この石を持つにふさわしい「真の王」以外は誰一人としてその力を使いこなすことはできず、魔力に負けて無気力状態になってしまう。
- 聖ウルフ

「フールの燃える石」を守るダイアウルフの一団。リーダーは古の時代のダイアウルフの長の名をとって「フェンゴ」と呼ばれる。特別な力の持ち主として崇められるが、生まれつき身体に障害を持っている者にしかなることができない。「フールの燃える石」が封印から解き放たれると、体の障害が治るといわれている。
- 黒フクロウ（hagsfiend）

進化の過程で、カラスにもフクロウにもなりきれなかった邪悪な生き物。黒魔術と妖術によって北の王国に数々の戦乱を引き起こしてきた。殺した相手の身体をバラバラにし、頭部を持ち帰る習性がある。
フクロウよりもずっと大柄で全身の羽が黒く、黄色い目と長い尾羽を持つ。目から放たれる黄色い光を浴びると、金縛りにあって身動きが取れなくなってしまうが、ガー（強い精神力）を持っていれば跳ね返すことができる。また、ダイアウルフの目から放たれる緑の光でも無力化できる。
小鬼鳥（こおにどり）という微細な生物と共生関係にあり、彼らが吐き出す毒を戦いに利用できる半面、毒が塩分と混ざると氷になってしまうため、海水が大の苦手。クリースはこの弱点を克服するべく、長い間研究を重ねていた。
- 放浪フクロウ（gadfeather）

特定のねぐらを持たず、物乞いなどをしながら流浪するフクロウの集団。他の鳥の羽やレース状の苔で着飾っている。
他のフクロウからは見下されているが、歌や踊りに長けており、さまざまな行事に招かれている。
- ガフールの神木（The Great Ga'Hoole Tree）

フールが生き別れとなった母を思って流した涙から芽を出した特別な木。「強い精神力（ガー）を宿すフールの木」という意味。
- プロンク家

ガフールの初代歌姫スノーローズを始祖とするシロフクロウの一族。代々の神木の歌手「マダム・プロンク」はこの一族の若い独身の者から選出される。
- 中の国（Middle Kingdom）

「ジューゼンキン」（Jouzhenkyn）とも。果てなき海の彼方にある国。この国の住民である青いフクロウたちは、姿形は普通のフクロウと変わらないが、全身の羽が青く変化しており、非常に長命である。
- 求道院（きゅうどういん）

中の国にある僧院。戦いが終わった後、中の国に旅立ったセオが創設した施設であり、最高位の僧である大師は彼の名をとって「セオサン」（Theosang）の称号で呼ばれている。
- ドラゴンフクロウ（Blue dragon Owl）

中の国の宮殿に暮らす青いフクロウたち。羽の生え代わりがなくいつまでも伸び続けるため、自分の力で飛ぶことができず、誰かの手助けなしでは生きていけない。彼らは前世の業のために不自由な身体にされたのだといい、業が尽きるまで飼い殺しのような暮らしを余儀なくされているらしい。また、産んだ卵は孵化させてはならず、ひとつ残らず破壊するというしきたりがある。
彼らは、セオが連れてきた黒フクロウの生き残りたちであることが示唆されており、ナイラは彼らが生む卵を孵化させることで、現世に黒フクロウをよみがえらせようとしていた。